# Szalma Noémi
Szalma Noémi (1985. november 27. –) magyar színésznő, segédrendező. Édesapja, Szalma Tamás (1958–) színművész, féltestvére Szalma Lenke színészhallgató.

## Életpályája
2008-ban diplomázott a Kaposvári Egyetem Rippl-Rónai Művészeti Kar színművész szakán; Rusznyák Gábor osztályában. 2008–2011 között a nyíregyházi Móricz Zsigmond Színház tagja volt. 2009–2012 között a Korányi Frigyes Főiskola dráma tanára volt. 2011–2015 között a debreceni Csokonai Nemzeti Színház tagja volt. 2020–2022 között a Credit Controll Kft. ügyfélkapcsolati menedzsere volt. 2022 óta a FranklinCovey Magyarország ügyfélpartnere.

## Színházi szerepei
- Tamási Áron: Búbos vitéz – Róka
- Brecht: A szecsuáni jólélek – Sógornő
- William Shakespeare: Rómeó és Júlia –
- Móricz Zsigmond: Úri muri – Munkások, cigányok
- Kleist: Amphitryon –
- Bulgakov: Bíborsziget – Színésznő
- Weiss: Marat/taram –
- Belbel: A vér –
- Ödön von Horváth: Kasimir és Karoline – Felszolgálónő
- Török Sándor: A pál utcai fiúk – Csónakos
- Ari-Nagy Barbara: A mester és Margarita – Margarita
- Forgách András: Tragédia – Mária
- Olt Tamás: A lélek hossza –
- Kander: Kabaré – Schneider kisasszony
- Wilder: Hát akkor itt fogunk élni –
- Katona Imre: Passió – Éva; Kirika; Test; Farizeus; Szolgáló
- Fenyő Miklós: Aranycsapat – Bizsu; Unokahúg
- Szakonyi Károly: Adáshiba – Vanda
- Lázár Ervin: Szegény Dzsoni és Árnika – Százarcú boszorkány
- Szász Zsolt: Többsincs királyfi – Szélike
- Osztrovszkij: Karrier, avagy a lónak négy lába van, mégis – Masenyka
- Korngold: A halott város –
- Mispál Attila: Kóbor csillag –
- Feydeau: Bolha a fülbe – Hildike
- Galambos Péter: Na'Conxypanban hull a hó – Hilli
- Tóth-Máthé Miklós: A rögöcsei csoda – Kisbarna Bea
- Szabó Magda: Régimódi történet – Gizella
- Wyspiański: Novemberi éj – Pallasz
- Huston: Iokaszté királyné – Antigoné
- Mészáros Tibor: Istent a falra festeni – Csendes Piroska

## Színházi rendezései
- Pozsgai Zsolt: Liselotte és a május (2007)

## Filmjei
- Szégyen (2010)
- Én ma anyámnál alszom (2013)
- A rögöcsei csoda (2014)
- Kossuth papja (2015)
- Jóban Rosszban (2018)
- A Nagy Fehér Főnök (2022)

## Díjai
- A Csokonai Nemzeti Színház Nívódíja (2014)